# Satira latina
Nel mondo antico la satira (in latino  satura) era sia una forma letteraria sia una forma di rappresentazione teatrale.

## Origini ed etimologia
Satura quidem tota nostra est, diceva con orgoglio Quintiliano nel I secolo d.C.; rispetto ad altri generi importati, la satira (letteralmente 'miscuglio') è totalmente romana. L'aggettivo latino satur ("pieno, sazio"), condivide con l'avverbio satis ("abbastanza") la radice implicante il concetto di varietà, abbondanza, mescolanza. Diomede Grammatico (vissuto nel VI secolo d.C.) avanza alcune ipotesi sull'origine della parola "satira" ricollegandosi in primo luogo ai "satyroi" (creature mitologiche dall'aspetto in parte umano, in parte ferino), oppure con "satura" intesa come "farcinem" (salsiccia) o ancora con l'espressione "lex satura" (una sorta di legge contenente più disposizioni). Tuttavia nella spiegazione più plausibile proposta da Diomede, il termine satira deriva dall'espressione "satura lanx", un piatto di primizie caratterizzato da vari tipi di frutta, spesso offerto agli dei nei cerimoniali. Il lemma sarebbe quindi passato a indicare un componimento poetico di contenuto vario, una sorta di miscellanea. 
La satira latina racchiude lo spirito farsesco dei fescennini e le rappresentazioni di musica e danza etrusche. La satira era rappresentata da histriones (attori) e consisteva in una rappresentazione teatrale mista di danze, musica e recitazione. Il termine satura si applicava in origine a celebrazioni e offerte alla dea Cerere accompagnate da canti e scene giocose. Tito Livio ci dice che durante la pestilenza ci furono dei ludi scenici dove i giocolieri ballavano facendosi accompagnare da un flauto e da versi: così si sarebbe forzato il genere verso una poesia di carattere drammatico.

## Nella letteratura
Nella letteratura latina, quando si parla di satira, è doveroso ricordare che essa si distingue in due tipi: satira drammatica, quindi destinata ad una rappresentazione e satira letteraria, quindi destinata alla lettura.
Sulla satira letteraria ci dà informazioni Varrone. Quintiliano, sull'origine della satira, dice nel X libro dell'"Institutio oratoria": "Noi romani nell'elegia sfidiamo i greci, la satira è tutta nostra". Con quest'affermazione attribuisce ai romani la totale paternità del genere satirico, anche se, riguardo ad alcuni temi, questo genere sembra rifarsi ai Giambi di Callimaco, erudito greco.
Dall'età arcaica all'età Giulio-Claudia è possibile tracciare un percorso evolutivo di questo genere letterario:
- la prima fase è detta pre-luciliana e gli autori che la caratterizzano sono: Ennio - che la eleva a genere letterario - e, in seguito, Pacuvio. Il carattere principale di questa fase è la varietà tematica: si passa, infatti, da argomenti seri ad altri faceti, con estrema facilità;
- la seconda fase è detta luciliana. Lucilio porterà delle innovazioni, quale l'aggressività, un maggiore autobiografismo e una significativa selezione metrica; infatti, anche se in lui c'è polimetria, predilige l'esametro. La lingua subisce un abbassamento al genere parlato; il contenuto cambia destinazione, assumendo la caratteristica di critica della società o dei potenti dell'epoca, aprendo la strada a coloro che in seguito svilupperanno il genere 'satirico' in una forma indipendente ed esclusivamente letteraria;
- dopo Lucilio, Varrone Reatino piegò il genere verso la satira menippea: composizioni miste di versi e di prosa, il cui argomento, tono ed intento variava da un componimento all'altro; ci sono stati poi alcuni neoteroi (poetae novi) - come Varrone Atacino e Valerio Catone - che si sono dati a detto genere letterario;
- nell'età di Augusto l'autore più rappresentativo è Orazio, il quale si rifà a Lucilio, riuscendo però a creare un genere di satira personale. Egli denunciava quella che accusava essere la sciatteria di Lucilio (il suo procedere torbido: fluere lutulentus) e si servì del "labor limae": si allontana così dall'abbassamento linguistico, creando uno stile medio, tanto è vero che le sue satire si chiamano "Sermones". Sono infatti una sorta di conversazione colta, raffinata e spiritosa, che prende spunto da casi della propria vita privata e da casi realmente accaduti, dai quali cerca di trarre un insegnamento;
- con Nerone, l'autore più rappresentativo è Persio. Questi viene ricordato per la sua giovane età (morì a 28 anni), per la sua poetica mediocre e per la sua moralità. Recupera l'asprezza della satira luciliana e in particolare riprende il moralismo diatribico (stoicismo - cinismo). Tuttavia Persio, rispetto a Lucilio, ci dà una satira originale soprattutto per la lingua con cui riesce a dare un difficile accostamento tra parola e immagine;
- con i Flavi e gli Imperatori adottivi, l'autore più rappresentativo fu Giovenale, il quale considerò la satira indignata come l'unica forma letteraria in grado di denunciare al meglio l'abiezione dell'umanità a lui contemporanea. Egli, però, non credeva che la sua poesia potesse influire sul comportamento degli uomini poiché, a suo dire, l'immoralità e la corruzione erano insite nell'animo umano. Negli ultimi anni della sua vita il poeta rinunciò espressamente all'indignazione e assunse un atteggiamento più distaccato, mirante all'apatia, all'indifferenza, forse allo stoicismo, riavvicinandosi a quella tradizione satirica da cui in giovane età si era drasticamente allontanato. Le riflessioni e le osservazioni, un tempo dirette ed esplicite, divennero generali e più astratte, oltreché più pacate. Ma la natura precedente del poeta non andò distrutta completamente e tra le righe, magari dopo interpretazioni più complesse, si può ancora leggere la rabbia di sempre. Si parla di un "Giovenale democriteo", per designare il Giovenale degli ultimi anni, lontano dall'indignatio iniziale.

## Nel teatro
Esisteva tuttavia un genere di "satura" non prettamente letteraria, bensì teatrale, che si diffuse ben prima di quella letteraria: è quella che menziona Tito Livio nell'"Ab Urbe Condita", Libro VII, paragrafo 2. Più avanti Livio affiancherà il genere satirico al Fescennino, che era in effetti caratterizzato dallo scambio di motti mordaci e licenziosi tra schiere di giovani -il carattere irriverente verso le personalità politiche portò al suo divieto.
Derivazione più "istituzionale" della satura fu la fabula Atellana (dalla città di Atella): essa era incentrata su quattro figure fisse (Bucco, il mangione, Pappus, il vecchietto lascivo, Maccus, lo scemo del villaggio, e Dossennus o Manducus, il personaggio perspicace e capace di mangiate leggendarie, come testimonia la radice etimologica del suo secondo nome) e prevedeva scene di semplice ed efficace comicità, la cui traccia permane nelle commedie plautine.
Innegabile è anche il collegamento tra la satira e i caratteri formali della diatriba cinico-stoica (vedi Satira menippea).